# 郁国祥
郁国祥（1970年10月27日—），祖籍宁波象山县，是香港著名甬商。
1993年开始创业，經營範圍包括酒店经营、房地产开发、基础建设和高速公路投资管理。2003年收购上海静安希尔顿酒店，使其一时名声大噪。2005年以10亿美金买断了杭州绕城高速公路的经营权。曾被认为是“中国首富”。
2007年涉入上海社保案，遭移送审查起诉。